# Eximente
En derecho penal, los eximentes son circunstancias que causan exención de responsabilidad criminal de un sujeto que ha realizado un hecho constitutivo de delito.
La acción criminal debe reunir una serie de elementos para ser completa: Conducta (acciones y omisiones), tipicidad, antijuricidad, culpabilidad y punibilidad. La ausencia de alguno de ellos implica la exoneración de responsabilidad criminal.
Las causas excluyentes de la antijuridicidad  y tipicidad son estrictamente las genuinas eximentes. La existencia del delito exige la infracción de un deber impuesto por la Ley, pero no hay delito si existe una causa que excluye ese deber. Se contemplan dentro de este apartado la legítima defensa o el estado de necesidad. 
Como causas excluyentes de culpabilidad se encuentran las causas de inimputabilidad que producen en el sujeto infractor la incapacidad para conocer y valorar el deber de respetar la norma. Se encuentran dentro de este apartado la enajenación mental o la intoxicación plena. Una segunda causas de inculpabilidad es la concurrencia de hechos que impiden declarar la acción como antijurídica y que excluyen el dolo o la culpa de alguien que si tiene capacidad para ser culpable. Aquí se encontraría encuadrado el estado de necesidad, el miedo insuperable, el error invencible. Por último se encontrarían las excusas absolutorias que son casos en las que se reúnen todos los elementos pero en los que el legislador, por razones distintas a la antijuridicidad y la culpabilidad, decide no imponer la consecuencia lógica que sería la pena.

## Regulación en España
Las causas actuales previstas, en España en el artículo 20 del Código Penal de España son:
1. Legítima defensa.
2. Estado de necesidad.
3. Actuar en cumplimiento de un deber o en el ejercicio legítimo de un derecho, oficio o cargo.
4. Enajenación mental o trastorno mental transitorio;
5. Intoxicación plena.
6. Alteraciones en la percepción desde el nacimiento o infancia.
7. Miedo insuperable.

Del análisis de las eximentes del actual Código de 1995, en comparación con el de 1973, se desprende la existencia de ciertos cambios en las mismas:
- Permanecen en el de 1995, con idéntica o muy semejante redacción la legítima defensa, el estado de necesidad, el cumplimiento de un deber, el ejercicio legítimo de un derecho, oficio o cargo y las alteraciones en la percepción.
- Se suprimen, como causas específicas de ausencia de responsabilidad, la fuerza irresistible, la obediencia debida y el caso fortuito.
- Se añade la intoxicación plena por consumo de bebidas alcohólicas, drogas tóxicas, estupefacientes, sustancias psicotrópicas u otras que produzcan efectos análogos, así como el síndrome de abstinencia causado por la dependencia a dichas sustancias; también se incorporan, en la Parte Especial, algunas nuevas causas de exclusión de la punibilidad.
- Se modifica la enajenación y el trastorno mental transitorio, la minoría de edad, el error, el miedo insuperable y el encubrimiento entre parientes.

## Regulación en Perú
Según el artículo 20 del Código Penal de Perú, está exento de responsabilidad penal:
1. El  que  por  anomalía  síquica,  grave  alteración  de  la  conciencia  o  por  sufrir  alteraciones en la percepción, que afectan gravemente su concepto de la realidad, no posea la facultad de comprender el carácter delictuoso de su acto o para determinarse según esta comprensión;
2. El menor de 18 años.
3. El  que  obra  en  defensa  de  bienes  jurídicos  propios  o  de  terceros,  siempre  que  concurran determinadas circunstancias
4. El  que,  ante  un  peligro  actual e insuperable de otro modo, que amenace la vida, la  integridad corporal, la libertad u otro bien jurídico, realiza un hecho destinado a conjurar dicho peligro de sí o de otro, siempre que concurran determinados requisitos.
5. El que, ante un peligro actual y no evitable de otro modo, que signifique una amenaza para la vida, la integridad corporal o la libertad, realiza un hecho antijurídico para alejar el peligro de sí mismo o de una persona con quien tiene estrecha vinculación.
6. El que obra por una fuerza física irresistible proveniente de un tercero o de la naturaleza;
7. El que obra compelido por miedo insuperable de un mal igual o mayor;
8. El que obra por disposición de la ley, en cumplimiento de un deber o en el ejercicio legítimo de un derecho, oficio o cargo;
9. El que obra por orden obligatoria de autoridad competente, expedida en ejercicio de sus funciones;
10. El que actúa con el consentimiento válido del titular de un bien jurídico de libre disposición.